# Centre Pompidou-Metz
Het Centre Pompidou-Metz is een museum voor moderne kunst in de Franse stad Metz en een dependance van het gelijknamige museum in Parijs. De officiële opening vond plaats op 12 mei 2010.

## Situering
Het gebouw is ontworpen door de Japanse architect Shigeru Ban en de Franse architect Jean de Gastines, geassisteerd door Philip Gumuchdjian. De eerste steen van het museum, dat zich vlak bij het TGV station van Metz bevindt, werd gelegd op 7 november 2006.
Het gebouw biedt 5.000 m² tentoonstellingsruimte, verspreid over drie expositieruimtes en een centrale hal. Een golvend houten dak overkoepelt het geheel. Boven de luifel is een spits met een hoogte van 77 meter gemonteerd, een verwijzing naar het jaar van de opening van het museum in Parijs (1977).

## Collectie
Het museum is een dependance van het Parijse Centre Pompidou, en biedt de mogelijkheid om meer dan de in Parijs tentoongestelde 2.000 stukken uit de 60.000 stukken tellende collectie van het Musée national d'art moderne te exposeren.

## Tentoonstellingen
In de openingstentoonstelling "Chefs-d'oeuvre?" werd uitgepakt met een aantal topwerken uit de collectie van het Musée national d'art moderne. Meesterwerken van de 20e eeuw die in Metz geëxposeerd werden waren onder meer:
- La Femme à la guitare van Georges Braque,
- La Tristesse du Roi van Henri Matisse,
- L'Aubade, Nu couché et musicien van Pablo Picasso,
- Le Violon d'Ingres, fotografie van Man Ray,
- La Maison tropicale, architecturaal prototype ontworpen door Jean Prouvé.

De tentoonstelling werd samengesteld door Laurent Le Bon, die ook in 2010 de eerste directeur van het museum was. Le Bon was in Parijs in 2005 al verantwoordelijk voor de toen succesvolle Dada tentoonstelling.

## Afbeeldingen

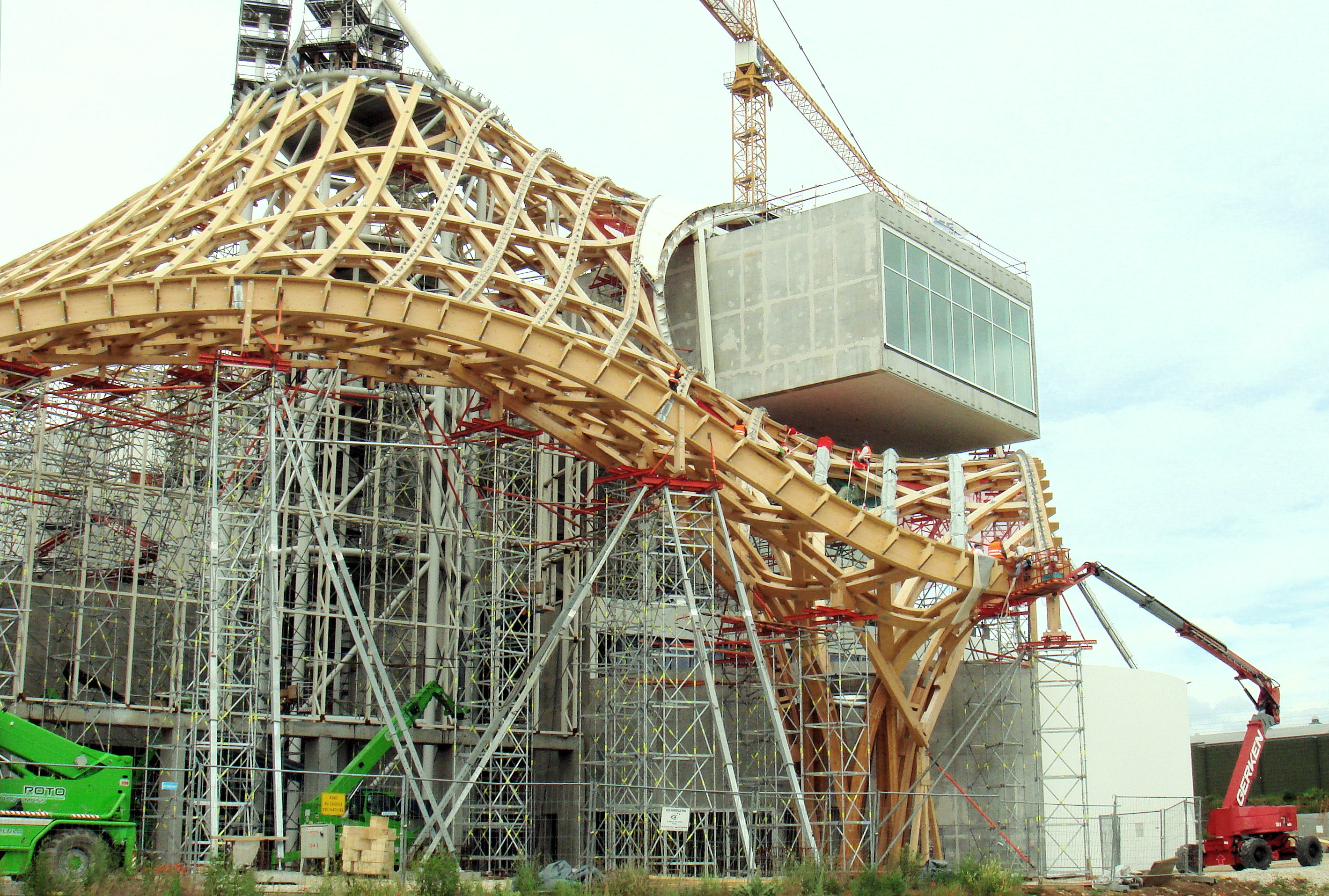
Centre Pompidou-Metz in aanbouw (2009)
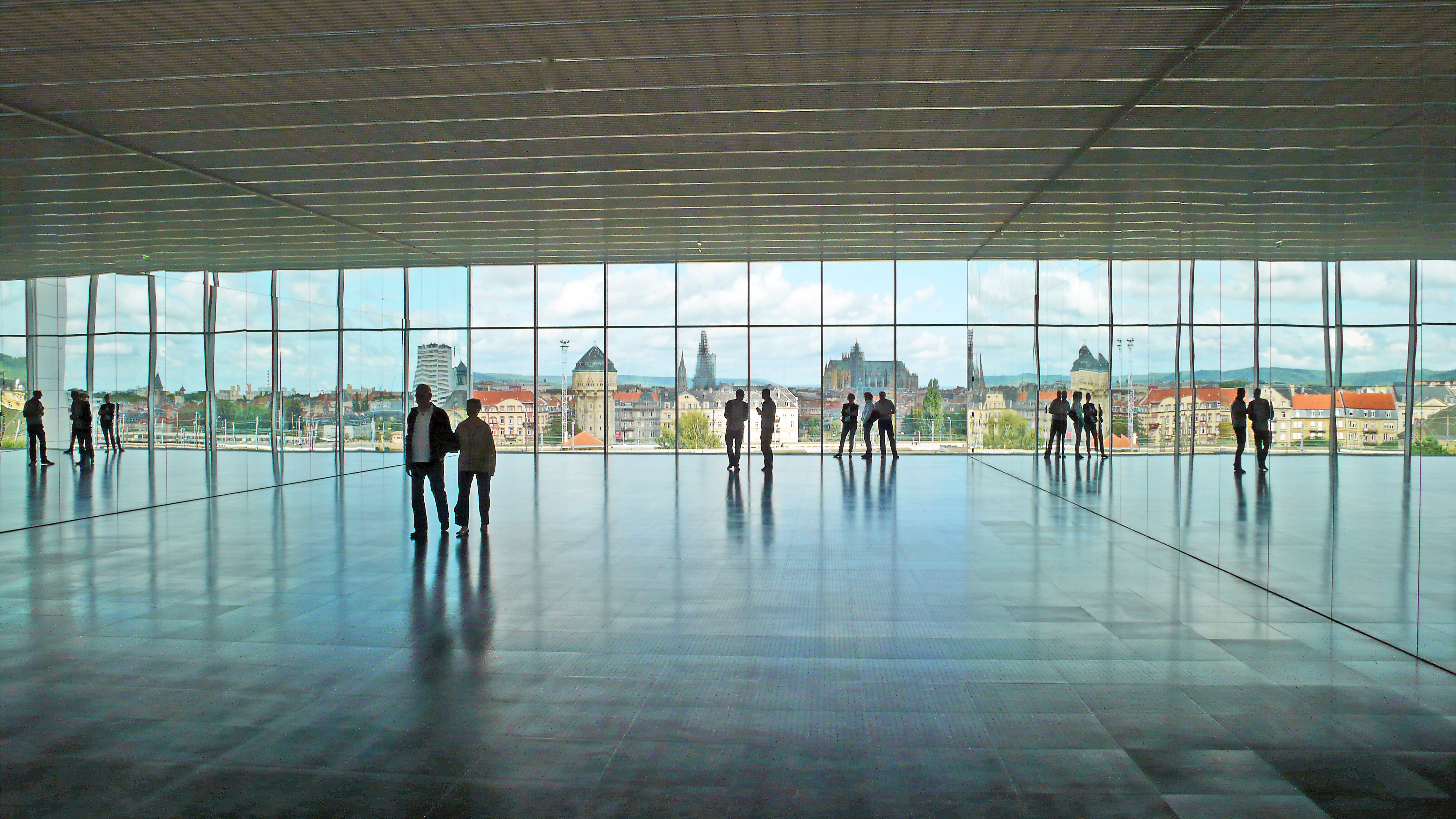
Interieur van het museum met zicht op de stad Metz (2011)